# جنگ کبیر میهنی
لفظ جنگ کبیر میهنی (به روسی: Вели́кая Оте́чественная война́) در روسیه و جمهوری‌های سابق شوروی برای توصیف دوره بین ۲۲ ژوئن ۱۹۴۱ تا ۹ مهٔ ۱۹۴۵ در بسیاری از جبهه‌های شرقی نبرد جنگ جهانی دوم بین اتحاد جماهیر شوروی و رایش آلمان و متحدان آن به‌کار می‌رود. این عنوان پس از سخنرانی رادیویی ژوزف استالین خطاب به ملت اتحاد جماهیر شوروی سوسیالیستی در تاریخ ۳ ژوئیه ۱۹۴۱ مرسوم گردید. در تمامی منابع رسمی شوروی سابق و همچنین منابع فدراسیون روسیه از این عنوان به‌جای جنگ جهانی دوم استفاده می‌شود.

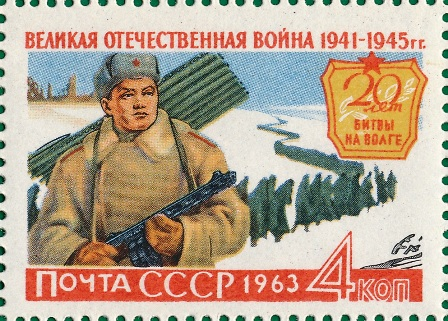
تمبر ۱۹۶۳ شوروی به مناسبت بیستمین سالگرد نبرد استالینگراد، با عنوان خواندن جنگ بزرگ میهنی ۱۹۴۱–۱۹۴۵..